# Mura spagnole di Milano
Le mura spagnole di Milano, più comunemente note come bastioni di Milano, erano una delle tre cinte murarie che nel corso dei secoli munirono la città di Milano. Innalzate durante la dominazione spagnola fra il 1548 e il 1562 per sostituire le mura medievali della città, vennero nel corso degli anni demolite, per la gran parte, alla fine del XIX secolo come conseguenza dell'attuazione del Piano Beruto, primo piano regolatore di Milano.

## Storia

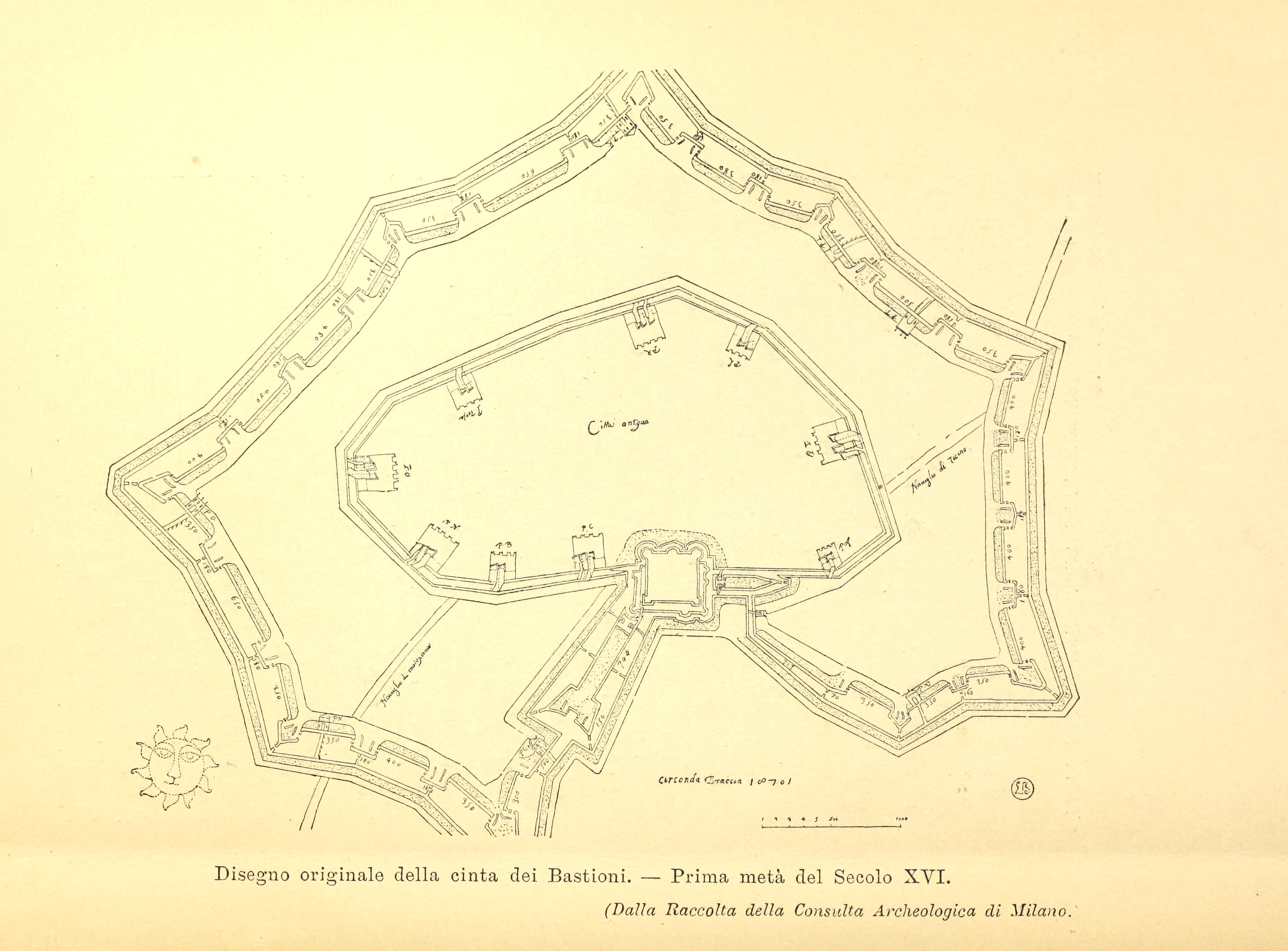
Disegno originale della prima metà del secolo XVI della cinta dei Bastioni

La costruzione dei bastioni avvenne tra il 1548 e il 1562 per volontà del governatore Don Ferrante I Gonzaga e dei suoi successori, nell'epoca in cui la città era dominata dall'imperatore del Sacro Romano Impero Carlo V d'Asburgo e da Filippo II di Spagna. La prima testimonianza dei lavori di costruzione ci giunge dall'arcivescovo di Zara Andrea Minuti che nell'ottobre del 1549, visitando Milano nel suo viaggio da Venezia a Parigi, ricorda nel suo diario che:
(Andrea Minuti)
Vi è anche una testimonianza relativa a una fastosa cerimonia di posa della prima pietra, che sarebbe avvenuta il giorno 22 marzo del 1549. Il documento, conservato nella Biblioteca Ambrosiana tra i manoscritti Carisio, venne pubblicato nel Giornale dell'Archivio Storico Lombardo nel 1919 e riporta le memorie di un certo Francesco Banfo che aveva assistito a quella cerimonia; il Banfo si esprimeva così:
(Francesco Banfo)

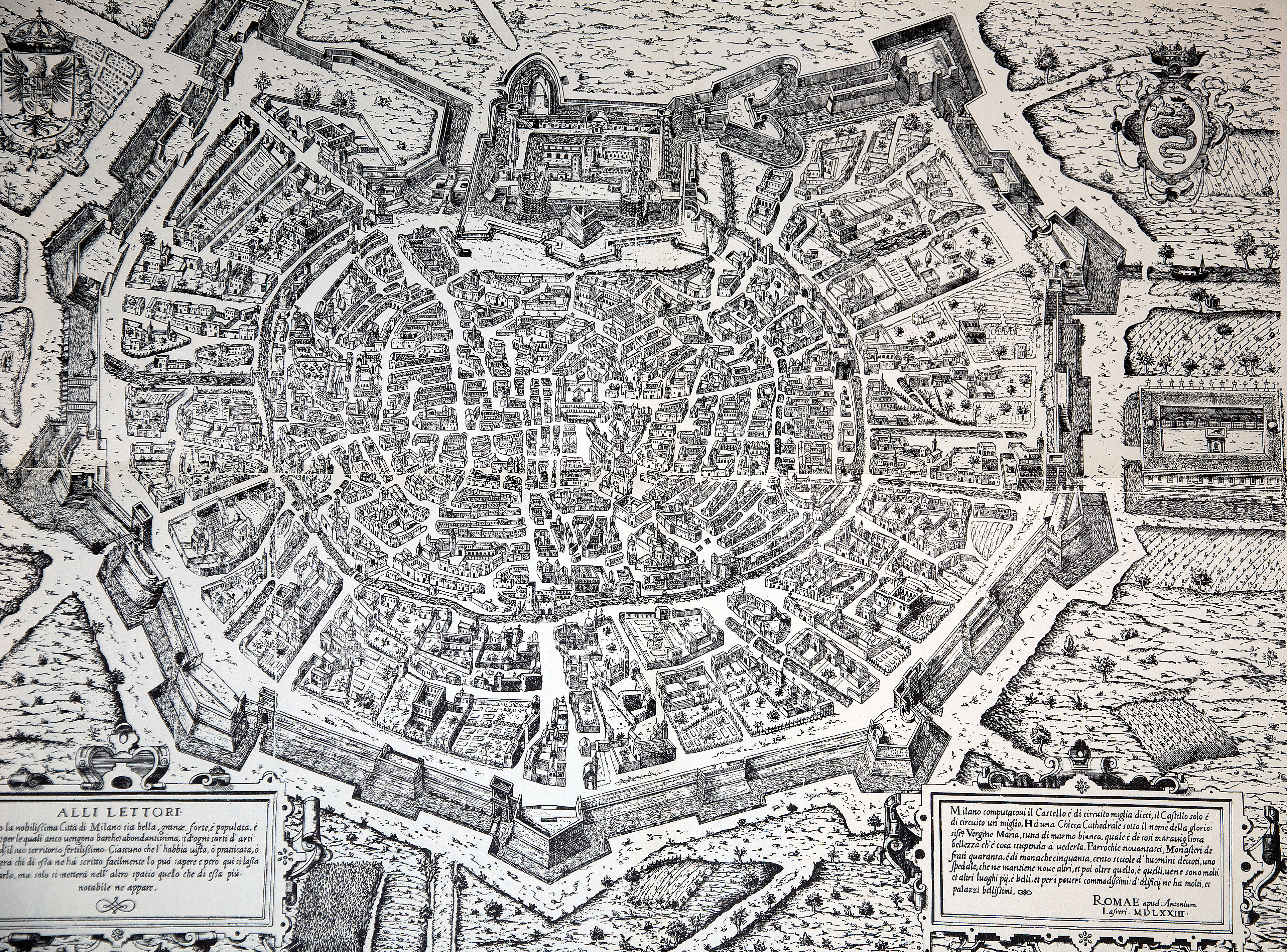
Una mappa di Milano come appariva nel 1573

L'iniziale progetto di rafforzamento delle difese cittadine, eseguito dall'ingegnere militare Giovanni Maria Olgiati, milanese, prevedeva anche la trasformazione del Castello Sforzesco in una cittadella fortificata e la costruzione di un nuovo castello nella parte meridionale della città; sembrerebbe però che la necessità di erigere una seconda fortezza fosse dettata più dal timore di una insurrezione dei milanesi contro gli spagnoli che dal concreto tentativo di migliorare le difese di Milano da attacchi esterni eventualmente portati dai francesi; il progetto del nuovo castello fu però accantonato per l'eccessiva onerosità, e si preferì costruire solo la nuova cinta muraria che sostituisse le mura medievali di Milano, ormai diventate obsolete.

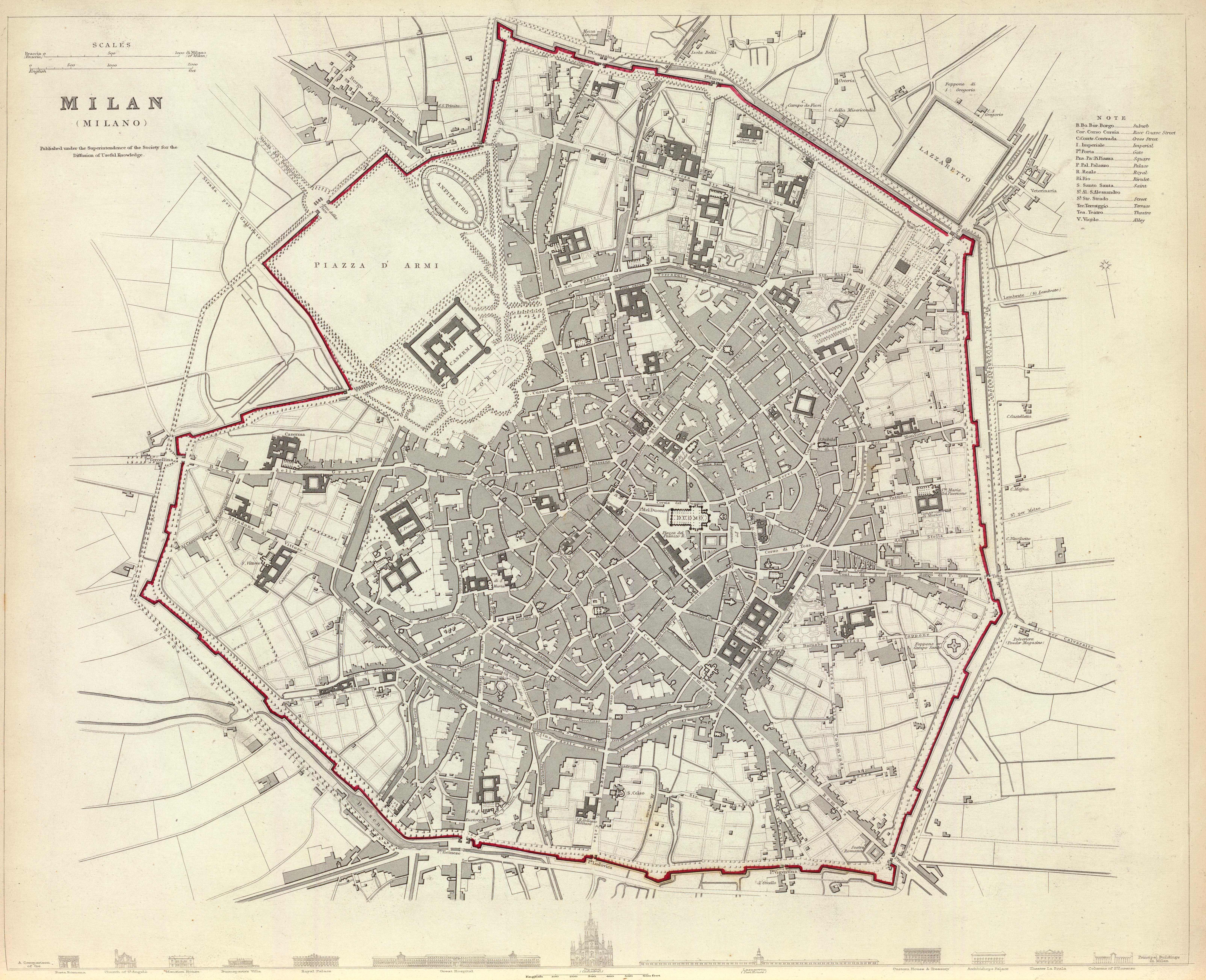
Una mappa di Milano come appariva nel 1832. In rosso sono segnate le mura spagnole

Il Castello Sforzesco fu poi trasformato in una cittadella fortificata con il trasferimento della corte signorile a Palazzo Ducale: la guarnigione che lo difendeva era una delle più grandi d'Europa, variabile da 1.000 a 3.000 uomini, con a capo un castellano spagnolo. Dai documenti risulta che Giovanni Maria Olgiati non fosse nuovo a questo tipo di mansione: uno scritto del 1542 conferma che Olgiati ricoprisse il ruolo di direttore dei lavori di ristrutturazione della mura medievali di Milano.
Era infatti necessario costruire una nuova cinta muraria per restare al passo del progresso della tecnica militare, soprattutto a causa dell'invenzione della polvere da sparo, che aveva fatto diventare superati i sistemi di difesa medievali (mura e castelli). I colpi di cannone potevano infatti facilmente sgretolare gli antichi muri medievali. Invece le mura costruite per resistere all'artiglieria, e quelle di Milano non furono un'eccezione, erano generalmente più basse, tozze e provviste di terrapieni a scarpa, che deviavano in modo più efficace i colpi di cannone.
La prima parte delle mura spagnole a essere costruita fu quella compresa tra il Castello Sforzesco e Porta Comasina. Successivamente fu realizzato il tratto tra Porta Romana e Porta Lodovica. Nel 1552 venne innalzata il segmento fra il Castello Sforzesco e Porta Vercellina.

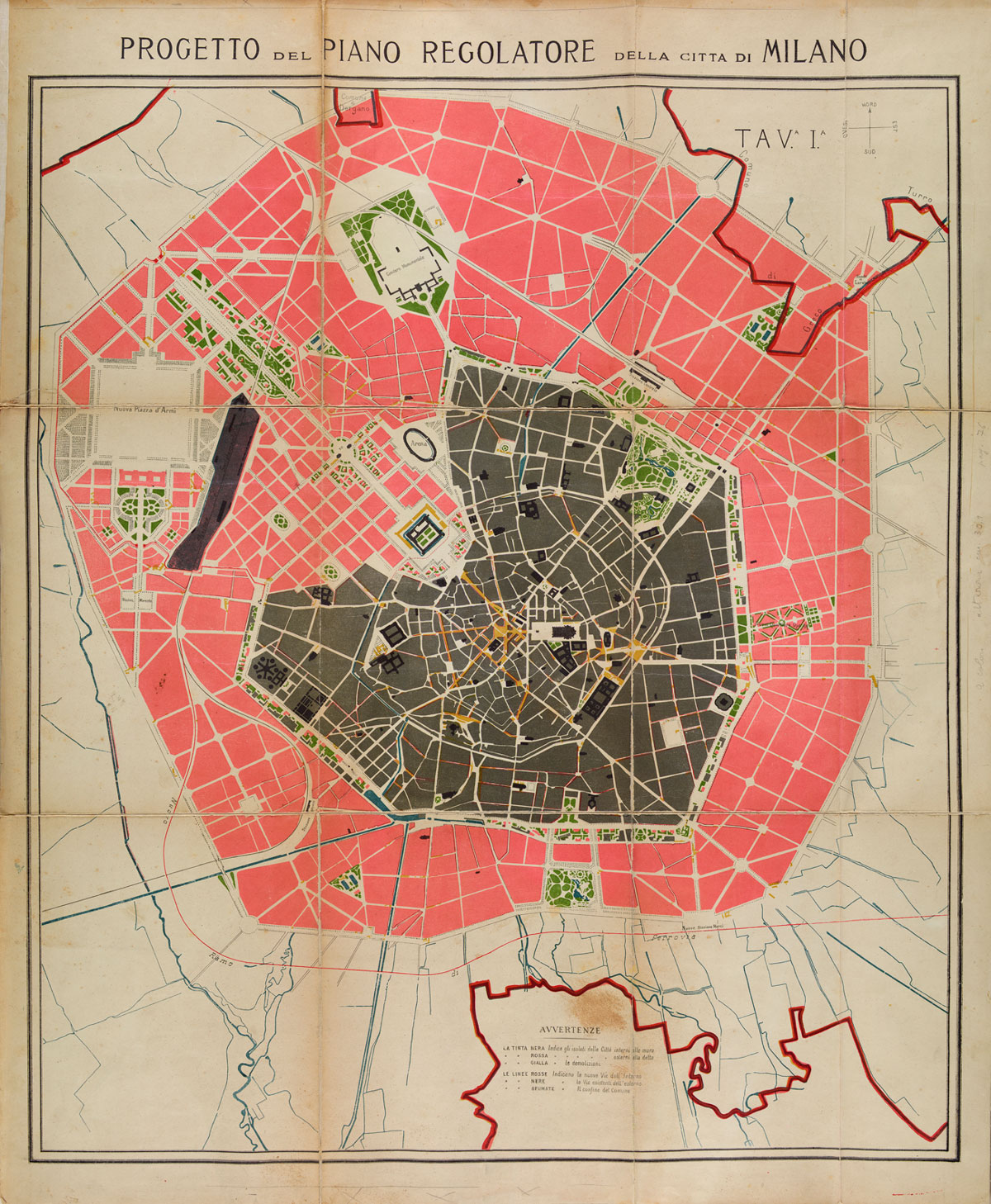
Il Piano Beruto, primo piano regolatore di Milano, che prevedeva lo sviluppo urbanistico della città (segnato in rosso) oltre la Cerchia dei Navigli e i bastioni

Completata nel 1562, la cinta era costituita da un muraglione con torri e lunette, il cui perimetro si estendeva per circa undici chilometri, rendendola all'epoca il sistema di mura più esteso d'Europa. In alcuni punti le mura erano dotate di fossati, ricavati dai numerosi fiumi e canali che giungevano a Milano: l'Olona da ovest, la Vetra da sud-ovest e il Redefossi, che derivava dal Seveso, da est.
Contestualmente alla costruzione delle mura furono realizzate ex novo le sei porte di accesso alla città che avevano già dato in epoca medievale il nome ai relativi sestieri della città, ovvero Porta Orientale, Porta Romana, Porta Ticinese, Porta Vercellina, Porta Nuova e Porta Comasina, che sostituirono le omonime porte medievali, senza intenti monumentali o estetici, perlomeno all'inizio: esse rappresentavano semplicemente un'apertura delle mure che consentiva l'accesso controllato alla città. A queste, con il passare dei secoli, complice l'aumento dei traffici, se ne aggiunsero altre.
Un'eccezione fu Porta Romana, che venne realizzata già nel 1598 con architettura monumentale grazie al suo imponente arco trionfale: fu innalzata per celebrare l'ingresso in città di Margherita d'Austria-Stiria. La monumentalizzazione di tutte le altre porte fu eseguita nel XIX secolo, quando gli ingressi cittadini assunsero anche una funzione di rappresentanza, che si aggiunse alla primigenia funzione, quella di casello daziario. 

La Darsena costeggiata dai bastioni in una foto del 1880. Frontalmente, sotto il ponte, si vede la foce in Darsena del Naviglio Vallone

Le mura spagnole di Milano possedevano anche nomi che definivano i vari tratti, denominazioni che derivavano dal nome della porta da cui iniziava, in senso antiorario, la parte di cinta muraria. Così il tratto compreso tra Porta Orientale e Porta Nuova era chiamato "Bastioni di Porta Orientale", da Porta Nuova a Porta Comasina le mura erano denominate "Bastioni di Porta Nuova", ecc. In origine i Bastioni di Porta Orientale erano chiamati "Bastioni di San Dionigi", che presero il nome dalla basilica di San Dionigi, poi demolita nel XVIII secolo per far spazio ai Giardini di via Palestro e al Museo Civico di Storia Naturale.

## La smilitarizzazione

I bastioni che costeggiano la Darsena. Si possono notare il terrapieno situato verso l'esterno della città, che serviva per limitare l'impatto dei colpi di artiglieria, e il camminamento superiore delimitato da una doppia fila di alberi. Per secoli sono state il confine di Milano con il resto del suo contado

Nel 1750 le mura, perduta da ormai qualche decennio ogni utilità militare, vennero adibite per ordine del governatore lombardo dell'epoca, Gian Luca Pallavicini a passeggiata pubblica: la sommità dei bastioni fu resa accessibile a tutti e venne dotata di panchine e due filari di gelsi e ippocastani. Tra le possibili soluzioni vagliate ci fu anche la loro completa demolizione con la trasformazione della spianata ottenuta in passeggiata alberata per nobili, ipotesi poi scartata.
Dal 1783 e il 1786 l'architetto Giuseppe Piermarini, già progettista del teatro alla Scala e della Villa Reale di Monza, continuò l'opera di trasformazione dei bastioni, ricavandone dei veri e propri giardini pubblici pensili, soprattutto nei tratti adiacenti a Porta Romana, Porta Ticinese, Porta Vercellina e Porta Orientale. I bastioni divennero quindi una lunga passeggiata panoramica in cui era possibile passeggiare o andare in carrozza: da ogni punto del camminamento era possibile vedere il Duomo, mentre dalla parte settentrionale si potevano osservare le Alpi e la campagna circostante, all'epoca priva di ogni urbanizzazione. Sulle mura situate nei pressi di Porta Romana, nei locali dell'Osteria Monte Tabor – frequentata anche da Carlo Porta – si poteva vedere:
(Francesco Pirovano)

Le mura verso Porta Volta in una foto databile intorno al 1920.

Il bastione in piazza Aquileia alla fine degli anni venti del XX secolo

Pare addirittura che su quelle montagne russe vi fossero andati persino il viceré e la viceregina:
(Antonio Calzoni)
 L'area del Monte Tabor è ai giorni nostri occupata dalla Palazzina Ragno d'Oro, eretta nel 1907 in stile Liberty come stazione di partenza dei tram adibiti al trasporto funebre (le cosiddette Gioconde) verso Musocco, poi sede del circolo ricreativo dell'ATM e oggi sede delle Terme di Milano.
La piacevolezza dei bastioni così trasformati viene sottolineata anche nelle varie guide della città che venivano pubblicate numerose nell'Ottocento; così venivano per esempio descritti nel 1808 in Il forastiere in Milano, ossia alle cose rare antiche e moderne della Città di Milano:
(Bartolommeo Borroni)

## La demolizione
Le demolizioni e il rimaneggiamento delle mura, considerate ormai soltanto d'intralcio alla viabilità cittadina, visto che gli unici assi viari che le superavano erano quelli che passavano attraverso le porte della città, iniziarono già in epoca napoleonica, all'inizio del 1800, per ragioni di piano regolatore: si pensava infatti alla costruzione del Foro Bonaparte e si doveva quindi ricavare lo spazio necessario.
Nel trentennio successivo dove le vie radiali della città incontravano la cerchia dei Bastioni si cominciarono a ricavare archi e caselli: Porta Ticinese, Comasina, Nuova, Vercellina e Porta Venezia. Dopo l'uscita degli austriaci, con il rinnovamento urbanistico della città, i Bastioni subirono un nuovo sfregio con l'apertura di nuove "porte": il sottopassaggio di via Principe Umberto verso la vecchia Stazione Centrale (progetto di Giuseppe Colombo, 1886), Porta Genova, Porta Monforte e viene definitivamente sistemata Porta Tosa, poi Porta Vittoria, con la demolizione della porta e l'innalzamento del monumento ai caduti delle Cinque Giornate.
Con il piano regolatore del 1885 si immaginò la demolizione totale di tutta la cerchia, piano poi modificato in un "abbassamento" che ebbe però il medesimo effetto: l'immediato secondo dopoguerra portò all'eliminazione pressoché totale dell'intera cinta muraria. Dopo la prima guerra mondiale furono abbattutti i bastioni di Porta Genova che costaggiavano la vecchia darsena di Milano; la demolizione dei bastioni della Darsena, ormai inutili dal punto di vista militare e spogli degli antichi ippocastani piantumati nel 1750 dal conte Giovanni Luca Pallavicini, ebbe inizio nel gennaio del 1919 su determinazione del Comune del luglio dello stesso anno; i materiali asportati dai bastioni servirono, una volta trasportati via barcone alla Conchetta del Naviglio, a formare il terrapieno stradale della nuova circonvallazione sulla continuazione di viale Tibaldi; il legname, invece, venne impiegato per il riscaldamento del bagno pubblico della non distante via Argelati.

La demolizione delle mura in viale Papiniano all'altezza di piazza Sant'Agostino (1933-1934)

Scriveva nel 1897 Luca Beltrami architetto e storico che fu fra gli attuatori del primo vero piano regolatore di Milano, il piano Beruto, e che aveva proceduto a partire dal 1889 a demolire ampie aree del centro storico della città:
(Luca Beltrami)
L'attuazione del Piano Beruto nel 1889 diede quindi il colpo di grazia agli antichi bastioni: al loro posto furono costruite nuove abitazioni signorili, la città poté estendersi fuori dall'angusto perimetro dei bastioni nella quale era stata rinchiusa per trecento anni e venne realizzata la circonvallazione viaria media detta anche cerchia dei bastioni per il suo svilupparsi lungo tale perimetro. Nell'intento del Beruto tali strade dovevano essere circondate da parchi con l'obiettivo di costituire un anello verde per la città, ma in sede di approvazione del Piano si optò per realizzare costruzioni residenziali.

## Le porte

Dazio di Porta Vigentina, 1880 circa

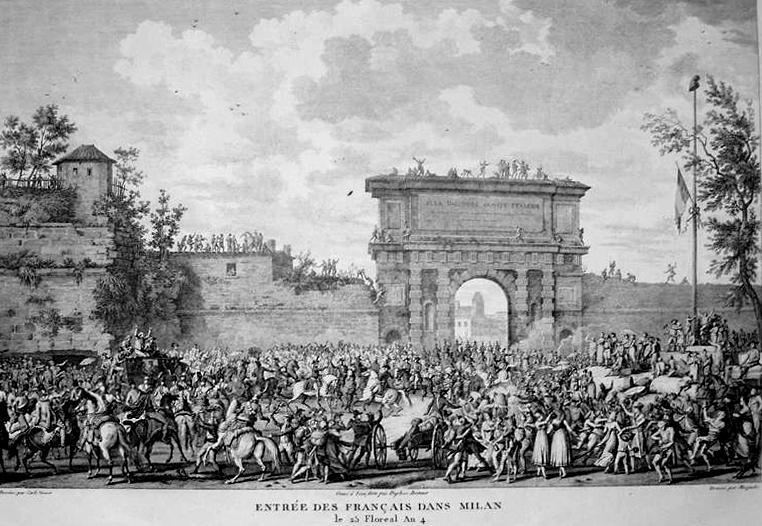
Porta Romana ancora inserita nei bastioni sull'incisione Entrée des français dans Milan le 25 Floréal an 4 di Carle Vernet. L'incisione rappresenta l'entrata di Napoleone Bonaparte, alla testa delle truppe francesi, in Milano, attraverso Porta Romana, il 15 maggio 1796

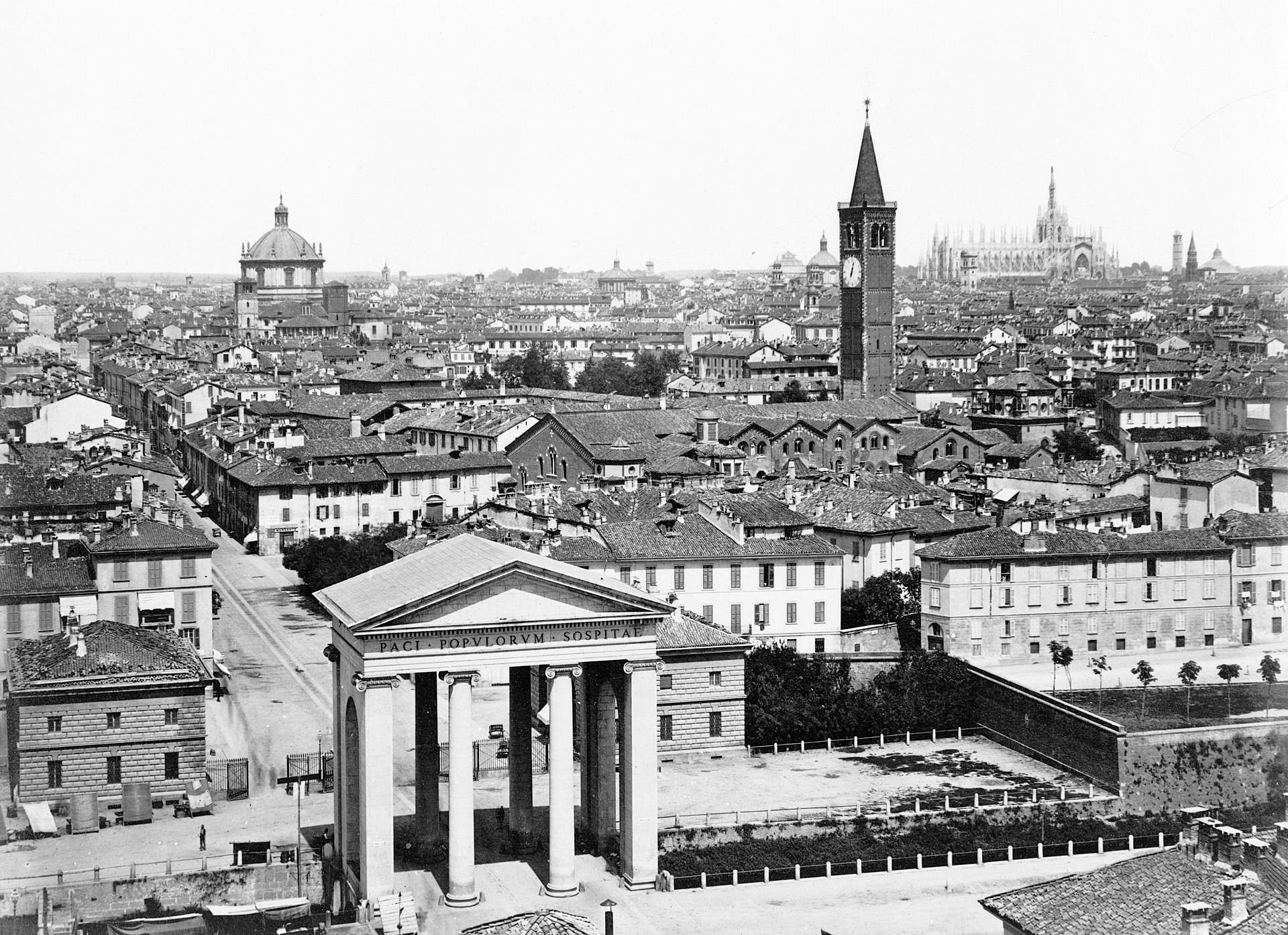
Porta Ticinese ancora inserita nelle mura spagnole in una foto posteriore al 1866

Al 1796 le porte principali erano dodici, di cui sei erano quelle principali:
- Porta Orientale, in epoca napoleonica nota come Porta Riconoscenza e dal 1860 Porta Venezia.
- Porta Romana.
- Porta Ticinese, in epoca napoleonica nota come Porta Marengo.
- Porta Vercellina, dopo il 1859 ribattezzata Porta Magenta.
- Porta Nuova.
- Porta Comasina, dal 1860 Porta Garibaldi.

Fin dall'inizio, alle sei principali, erano associate altre quattro porte succursali, che dipendevano da quelle maggiori (ad eccezione di Porta Tenaglia, che faceva riferimento al vicino Castello Sforzesco): 
- Porta Tenaglia, ora piazza Lega Lombarda, esattamente nei pressi dell'attuale Porta Volta (dalla carta del 1883 si evince che le due porte sono sempre state comunque distinte e separate), fu demolita dopo poco tempo, nel 1571. Come accennato, era succursale del Castello Sforzesco.
- Porta Tosa, dal 1861 Porta Vittoria, succursale di Porta Orientale.
- Porta Vigentina, succursale di Porta Romana.
- Porta Lodovica, succursale di Porta Ticinese.

Con la crescita dei commerci e del traffico, nel XIX vennero aperte altre porte, le ultime prima della demolizione delle mura, che iniziò alla fine dello stesso secolo:
- Porta Sempione, situata dove esisteva in epoca medievale Porta Giovia e corrispondente al moderno Arco della Pace. Prima della costruzione, in epoca napoleonica, dell'Arco della Pace, e dopo la demolizione di Porta Giovia (avvenuta prima del 1288), era il Castello Sforzesco a svolgere la funzione di ingresso controllato in questo tratto delle mura cittadine.
- Barriera Principe Umberto, che dava accesso alla vecchia stazione di Milano Centrale, realizzata nel 1864, demolita nel 1931 e sostituita dall'omonima e moderna stazione.
- Porta Genova, che dava accesso alla stazione di Porta Ticinese, ora chiamata stazione di Milano Porta Genova.
- Porta Volta, realizzata per consentire una più diretta comunicazione fra la città, il nuovo cimitero monumentale edificato nel 1866 e la nuova strada Comasina (attuale via Carlo Farini) realizzata negli stessi anni in sostituzione della vecchia (moderno corso Como): quest'ultima fu infatti troncata dagli impianti ferroviari connessi alla vecchia stazione centrale.
- Porta Monforte, ultima porta realizzata a Milano per fornire alla città un altro accesso che superasse le mura.

Ogni porta era presidiata dai gabellieri, che lavoravano per il dazio di Milano. Come si può notare, molte porte, con il passare del tempo, cambiarono nome. In epoca napoleonica Porta Orientale venne rinominata in Porta Riconoscenza, con un'allusione alla riconoscenza che i milanesi avrebbero dovuto portare a Napoleone per averli liberati dall'assolutismo, oppure Porta Ticinese, che fu rinominata Porta Marengo in ricordo del rientro vittorioso di Napoleone a Milano nel 1800 proprio da questa porta dopo la battaglia di Marengo.
Altri cambiamenti di nome si ebbero durante il Risorgimento. Porta Tosa cambiò nome in Porta Vittoria per celebrare le cinque giornate di Milano, durante le quali gli insorti espugnarono le porte cittadine togliendole dal controllo degli austriaci (Porta Tosa fu la prima di queste), Porta Vercellina, che venne rinominata Porta Magenta in ricordo della battaglia di Magenta, scontro armato facente parte della seconda guerra di indipendenza, Porta Comasina, che fu ridenominata Porta Garibaldi in onore a Giuseppe Garibaldi e Porta Orientale, che fu ridenominata Porta Venezia (1859) in onore alla città lagunare, non ancora annessa al Regno di Sardegna vista l'inaspettata interruzione della seconda guerra di indipendenza (Venezia fu poi annessa al neocostituito Regno d'Italia nel 1866, dopo la terza guerra di indipendenza).

## Nella letteratura

I bastioni di Porta Venezia nel 1910

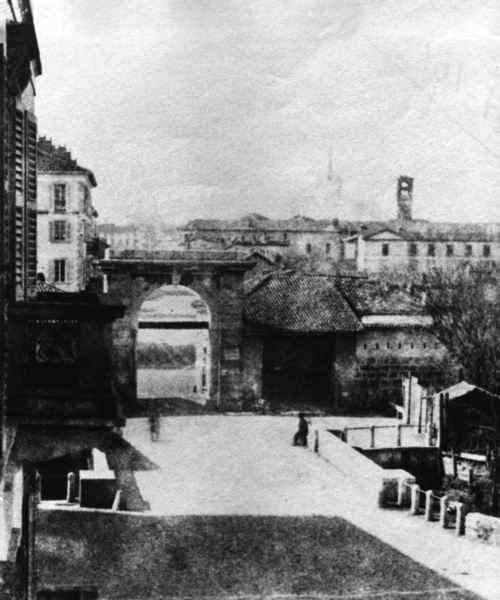
Porta Tosa ancora inserita nelle mura spagnole in una foto del XIX secolo. Demolito alla fine dell'Ottocento l'arco neoclassico, della porta sopravvivono oggi solo i caselli daziari. Fu descritta da Alessandro Manzoni ne I promessi sposi

I lavori di demolizione delle mura spagnole di Milano lungo la Darsena, dopo i quali quest'ultima fu ampliata verso nord

Le mura spagnole di Milano sono descritte da Ugo Foscolo nelle Ultime lettere di Jacopo Ortis, da Stendhal in Rome, Naples et Florence e da Alessandro Manzoni ne I promessi sposi.
Ugo Foscolo descrive così la passeggiata fatta con Giuseppe Parini su un tratto sopraelevato delle mura spagnole di Milano vicino a Porta Orientale (ora Porta Venezia):
(Ugo Foscolo, Le ultime lettere di Jacopo Ortis)
Per quanto riguarda Stendhal, la descrizione delle mura spagnole di Milano si riferisce a ciò il celebre scrittore vide il giorno 10 novembre 1816, osservazioni che poi riportò sul suo diario di viaggio. Da questo panorama Stendhal prenderà in seguito ispirazione per la descrizione del paesaggio visibile dalla Torre Farnese, presente nella Certosa di Parma, da cui lo scrittore godette di una vista delle Alpi. Così Stendhal descrive le mura spagnole e il panorama che si vedeva dal loro camminamento:
(Stendhal, Rome, Naples et Florence, Paris, Delaunay, 1826, t. I, pp. 74-75)
Le mura spagnole furono descritte anche da Alessandro Manzoni nel capitolo 11 de I promessi sposi, in occasione dell'arrivo di Renzo a Milano attraverso Porta Tosa:
(Alessandro Manzoni, I promessi sposi, capitolo 11)

## Cosa rimane

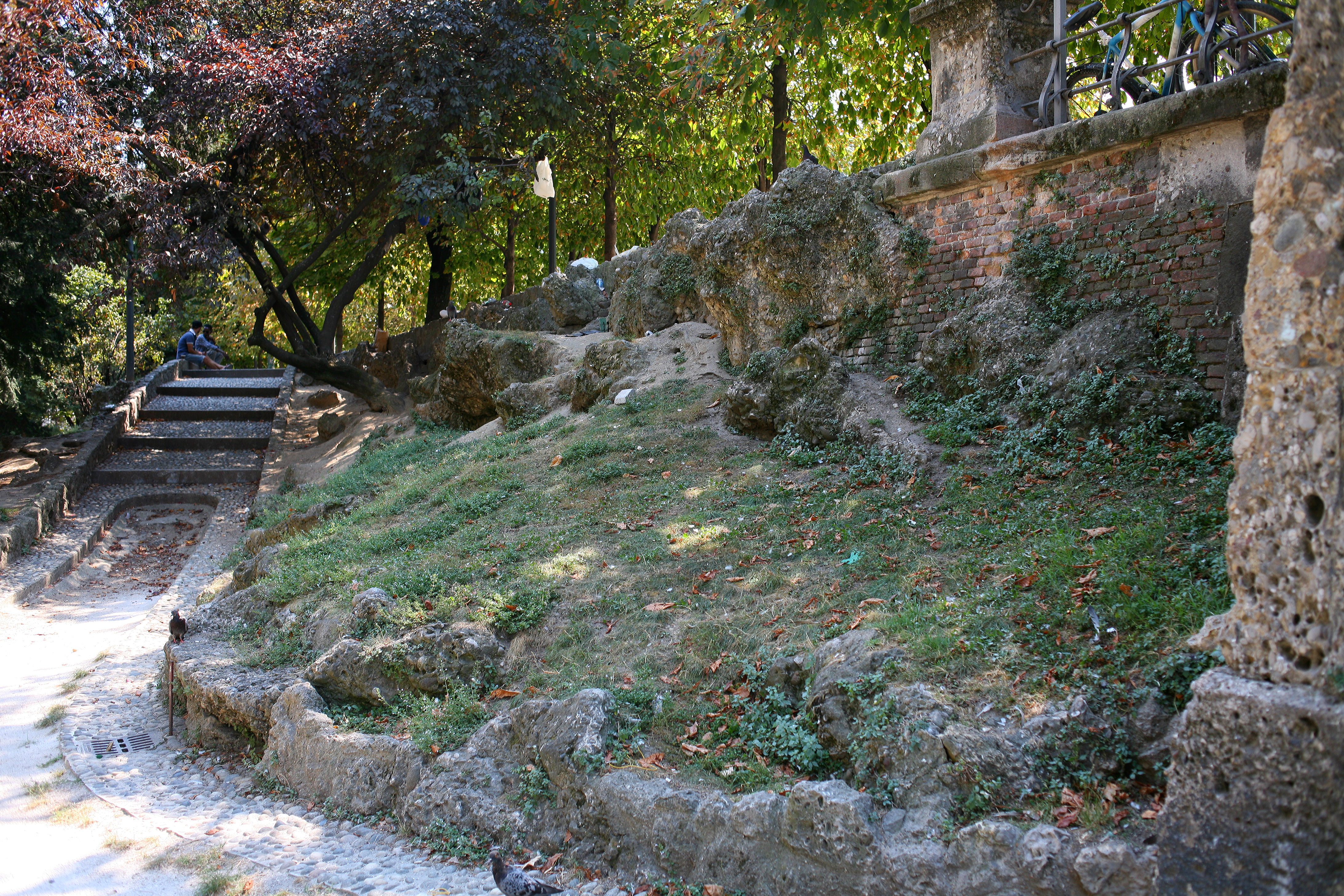
Parti superstiti delle mura spagnole di Milano in viale Vittorio Veneto, presso Porta Venezia

- Resti ben conservati delle mura spagnole sono visibili lungo viale Vittorio Veneto nei pressi di Porta Venezia, dove hanno mantenuto l'aspetto originale, quella di "passeggiata" alberata[6][10].
- Altri resti ben conservati sono visibili nella zona compresa tra Porta Romana e Porta Lodovica, dove sono usati come mura di cinta di abitazioni private, particolarmente nei pressi di porta Vigentina in viale Beatrice D'Este e viale Angelo Filippetti[10].
- Altri resti, in questa zona, sono presenti tra viale Emilio Caldara[10] e viale Monte Nero, dove a piccola distanza due giardinetti sono ricavati da resti delle mura[6].
- Di fianco alla ferrovia Nord, di fronte al Palazzo della Triennale, la via XX Settembre termina con due curve in salita che scavalcano una parte dei bastioni ancora decorata di pietre di abbellimento.